# Terpeensynthase
Terpeensynthases zijn enzymen die terpenen maken uit gefosforyleerde precursor moleculen. Ondanks hun gemeenschappelijke precursor zijn er op dit moment meer dan 20.000 verschillende terpenen bekend. Het merendeel wordt aangetroffen in planten. De meeste tot nu toe geïsoleerde terpeensynthases zijn enzymen die uit een substraat verschillende producten kunnen maken. Dit fenomeen draagt bij aan het geurprofiel, en dus de karakteristieke herkenbaarheid van onder andere verschillende bloemen en vruchten.
De genen die coderen voor terpeensynthases, hebben een aantal kenmerken gemeen, waardoor ze min of meer gemakkelijk te identificeren zijn. Dit heeft te maken met het feit dat deze synthases allemaal een gefosforyleerd substraat nodig hebben.
Kleine veranderingen in de genetische code leiden tot een enzym met andere aminozuren, waardoor de positie van bepaalde groepen van het substraat in het actieve centrum van het enzym verandert, zodat er een ander molecuul gemaakt wordt. Mooie voorbeelden van gerichte veranderingen in het enzym door verandering van de genetische code zijn beschreven.